# Pictures of Baby Jane Doe
Pour plus de détails, voir Fiche technique et Distribution.
Pictures of Baby Jane Doe est un film américain réalisé par Paul Peditto en 1995.

## Synopsis
Horace, jeune écrivain pas très épanoui, rencontre l'amour de sa vie : Jane, une jeune droguée qui traîne dans les rues de New York. Ils décident de refaire leur vie à Atlantic City. Petit à petit, tout semble se reconstruire, avec des hauts et des bas.

## Fiche technique
- Autre titre anglais : Jane Doe (ce qui signifie aussi "Mlle N'importe qui")
- Scénario : Paul Peditto
- Production : Robert E. Baruc, Jim Carden, Paul Davis-Miller, Joseph Franzetta, Eric M. Klein, Nelle Nugent, Kimberly Shane O'Hara, Christopher Peditto, Marcia Shulman, Kenneth Teaton pour O'Hara/Klein
- Musique : Bill Wandel
- Photographie : Toshiaki Ozawa
- Durée : 92 min
- Pays :  États-Unis
- Langue : anglais
- Couleur
- Aspect Ratio : 1.85 : 1
- Classification : USA : R (grossièreté de langage, usage de drogue et érotisme)

## Distribution
- Calista Flockhart : Jane
- Christopher Peditto : Horace
- Elina Löwensohn : Lucinda
- Joe Ragno : Vince
- Richard Bright : Rudy
- Vincent Pastore : Dan
- Arthur J. Nascarella : Bianchi
- Jerry Griffin: garçon
- Max Martini : Charlie

## Récompense
- Primé au New York International Independent Film & Video Festival de l'hiver 1999 d'un Feature Film Award pour le meilleur film à thème (Best Feature Film) en faveur de Paul Peditto